# Ivo Coccia
Ivo Coccia (Roma, 23 dicembre 1891 – Roma, 31 luglio 1979) è stato un avvocato, politico e antifascista italiano. È stato membro dell'Assemblea Costituente, deputato e infine presidente della provincia di Rieti.

## Biografia
Nato a Roma ma originario di Perugia, si laureò in giurisprudenza e intraprese la carriera di avvocato. Nel 1916 fondò il suo studio legale a Roma.
Si interessò molto presto alla politica e fu tra i fondatori del Partito Popolare Italiano. Fu un tenace antifascista: collaborò con Giuseppe Donati nella denuncia contro Emilio De Bono per il delitto Matteotti e fu avvocato di parte civile nel processo contro gli assassini di Don Giovanni Minzoni; nell'udienza, che si svolse in un clima di esplicita intimidazione dei testimoni, Coccia fu ricattato e costretto ad agire da accusatore pro forma. Nel 1926 aiutò Alcide De Gasperi a sfuggire alla persecuzione fascista, ospitandolo nella propria abitazione romana. Partecipò alla resistenza partigiana.
Nel 1946 fu eletto deputato all'Assemblea Costituente della neonata repubblica. Alle elezioni del 1948 fu eletto alla Camera dei deputati nelle liste della Democrazia Cristiana, mantenendo l'incarico di deputato per tutta la I legislatura (dal 1948 al 1953).
Fu inoltre presidente della provincia di Rieti per due mandati: il primo dal 1946 al 1948 e il secondo dal 1955 al 1958.